# مرکز آمار ایران
مرکز آمار ایران در سال ۱۳۰۳ خورشیدی با هدف جمع‌آوری و متمرکز کردن آمارهای مورد نیاز از سازمان ثبت احوال ایران تأسیس شد. این مرکز در ابتدا زیرمجموعه وزارت کشور بود، اما بعدها به سازمان برنامه و بودجه منتقل شد.
سازمان ثبت احوال کشور وظیفهٔ ثبت اطلاعات مرتبط با تولد، فوت، ازدواج و طلاق را داشت. مرکز آمار وابسته به سازمان برنامه و بودجه است. در خرداد ماه سال ۱۳۱۸ هجری شمسی اولین قانون سرشماری در مجلس شورای ملی تصویب شد.

## معرفی تشکیلات و واحدهای سازمانی
جایگاه آمار ایران در تشکیلات کلان دولت جمهوری اسلامی ایران، در قالب مؤسسه دولتی و وابسته به سازمان برنامه و بودجه کشور تعریف شده‌است. علاوه‌برآن، مرکز آمار ایران دارای جایگاه قانونی دیگری نیز با عنوان دبیرخانه شورای‌عالی آمار (بالاترین مرجع سیاست‌گذاری در زمینه آمارهای رسمی درکشور) به منظور ایجاد هماهنگی و هدایت نظام آماری کشور می‌باشد. با معرفی مرکز آمار ایران به عنوان مرجع رسمی تهیه، اعلام و انتشار آمارهای رسمی کشور در سال ۱۳۹۰، ساختار تشکیلاتی این مرکز با هدف انجام مأموریت‌های نوین درقالب سه معاونت، حوزه ریاست و پژوهشکده آمار (به صورت مستقل) به شرح زیر مورد بازنگری و تصویب قرارگرفت.

## رؤسای پیشین
رؤسای پیشین مرکز آمار ایران به ترتیب زیر بوده‌اند:
- غلامرضا گودرزی ۱۴۰۳–تاکنون
- داریوش ابوحمزه ۱۴۰۲–۱۴۰۳
- جواد حسین‌زاده ۱۳۹۸–۱۴۰۲
- امیدعلی پارسا ۱۳۹۵–۱۳۹۸
- عادل آذر ۱۳۸۹–۱۳۹۵
- محمدعلی مدد ۱۳۸۵–۱۳۸۹
- حمیدرضا نواب‌پور ۱۳۸۳–۱۳۸۵
- عباسعلی زالی ۱۳۷۵–۱۳۸۳
- حسین حاج‌علی‌فرد ۱۳۷۲–۱۳۷۵
- مجید جمشیدی ۱۳۶۱–۱۳۷۲
- محمدجعفر کمیلیان ۱۳۶۰–۱۳۶۱
- نصرالله سلیمانی ۱۳۵۹
- ناصر زرین‌خط ۱۳۵۸
- فریدون مبشری ۱۳۵۶–۱۳۵۷
- فیروز توفیق ۱۳۵۳–۱۳۵۶
- جمشید اشرفی ۱۳۵۱–۱۳۵۳
- شاپور راسخ ۱۳۴۸–۱۳۵۱
- عباس جامعی ۱۳۴۴–۱۳۴۸

## دوره سرشماری
در سال ۱۳۹۰ برپایه تصویب هیئت دولت دهم بر خلاف دوره‌های قبلی سرشماری پس از ۵ سال انجام شد و در سال ۱۳۹۳ در دولت یازدهم بازهٔ زمانی سرشناسی را به علت هزینه‌های زیاد آن به ۱۰ سال افزایش دادند. طبق گفته رئیس ادارهٔ آمار ایران در سرشماری سال ۱۳۹۰ به صورت مستقیم ۷۰ هزار نفر درگیر سرشماری بودند که هزینه‌ای بالغ بر ۱۰۰ میلیارد تومان در پی داشته‌است.